# Deutsches Musikautomaten-Museum
Das Deutsche Musikautomaten-Museum ist im Schloss Bruchsal untergebracht. Es ist eine Außenstelle des Badischen Landesmuseums.

## Geschichte

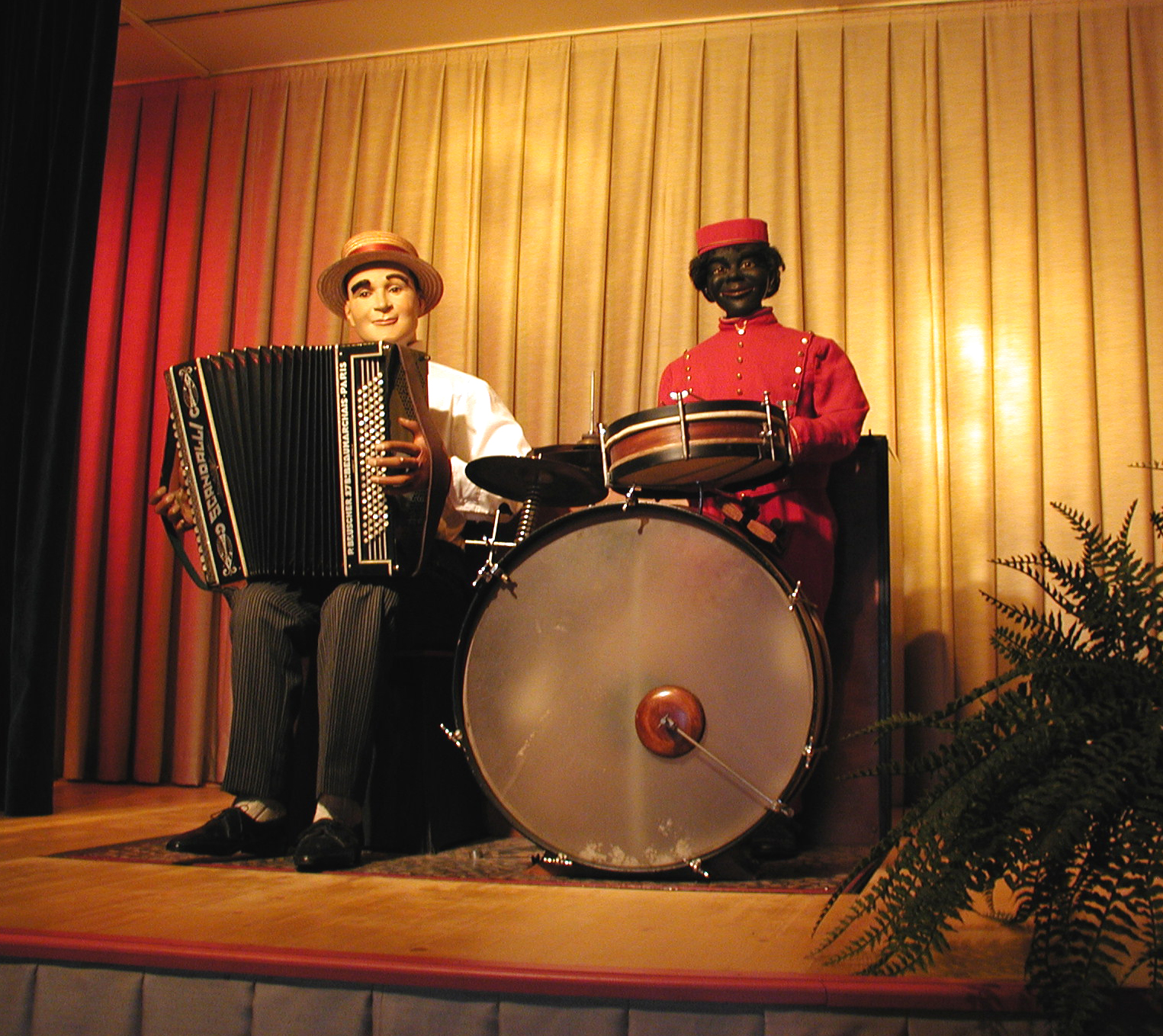
Musikautomat Tino

Nachdem das Land Baden-Württemberg eine große Privatsammlung von mechanischen Musikautomaten – die Sammlung Jan Brauers aus Baden-Baden – Anfang der 1980er-Jahre in seine Obhut genommen hatte, wurde am 30. Mai 1984 das „Museum Mechanischer Musikinstrumente“ im Schloss Bruchsal als Außenstelle des Badischen Landesmuseums eröffnet.
In den folgenden Jahren wurde die Sammlung zielgerichtet erweitert und durch den Erwerb von wesentlichen Teilen einer der letzten deutschen Privatsammlungen – die Sammlung Carlson aus Königslutter – im Jahre 2002 abgeschlossen. Die dabei entstandene „neue“ Sammlung hat die Präsentation im Schloss Bruchsal von der Vielzahl der Objekte und der Dokumentationsbreite der Musikautomaten her gesehen zu einem der größten und wichtigsten öffentlichen Spezialmuseen werden lassen. Deshalb firmiert das bisherige „Museum Mechanischer Musikinstrumente“ im Schloss Bruchsal seit seiner Neuaufstellung im Dezember 2003 als das „Deutsche Musikautomaten-Museum“.
Die neue Präsentation zeigt sich in einem erweiterten Raumangebot und folgt einer veränderten Konzeption. Es stehen dabei nicht nur die Instrumente als Sammlung im Vordergrund, sondern mit Inszenierungen wird der frühere Gebrauch der Musikautomaten authentisch vermittelt. Höhepunkte hierbei sind der Einbau eines „Stummfilm-Kinos“, die „Historische Wirtschaft“ und der „Tanzsaal“, in denen Instrumente in ihrem ursprünglichen Ambiente für Stimmung bei den Besuchern sorgen.

## Ausstellungsstücke
Einzelne Instrumente des Museums genießen legendären Ruf, wie zum Beispiel ein selbstspielender Hupfeld-Flügel aus dem Besitz Konrad Adenauers oder die angeblich für den Luxusdampfer Titanic vorgesehene Welte-Orgel, der „Tino Rossi“-Figurenautomat, oder die einst als achtes Weltwunder bezeichnete Orchestrion „Hupfeld-Phonoliszt-Violina“. Sämtliche Spielarten der Musikautomaten in allen gängigen Techniken sowie Größen – von der Berloke in Daumengröße bis zur Welte-Philharmonie-Orgel mit 1269 Pfeifen – demonstrieren die vielfältigen Möglichkeiten musikalischer Unterhaltung vergangener Zeiten.